# Misha Mengelberg
Misha Mengelberg (5. června 1935 Kyjev – 3. března 2017 Amsterdam) byl nizozemský jazzový klavírista. Narodil se v Kyjevě jako syn nizozemského dirigenta Karla Mengelberga a již koncem třicátých let se s rodinou usadil v Nizozemsku. Na klavír začal hrát v pěti letech a v letech 1958 až 1964 studoval na konzervatoři v Haagu. Poprvé nahrával v roce 1964 s Američanem Ericem Dolphym. Během své kariéry spolupracoval s mnoha dalšími hudebníky, mezi něž patří například Steve Lacy, Peter Brötzmann, Louis Andriessen, Pino Minafra a Roswell Rudd. Rovněž vydal několik vlastních alb. V roce 2005 například Senne Sing Song (Tzadik Records), na němž hráli basista Greg Cohen a bubeník Ben Perowsky.